# Dialecto judeo-arameo

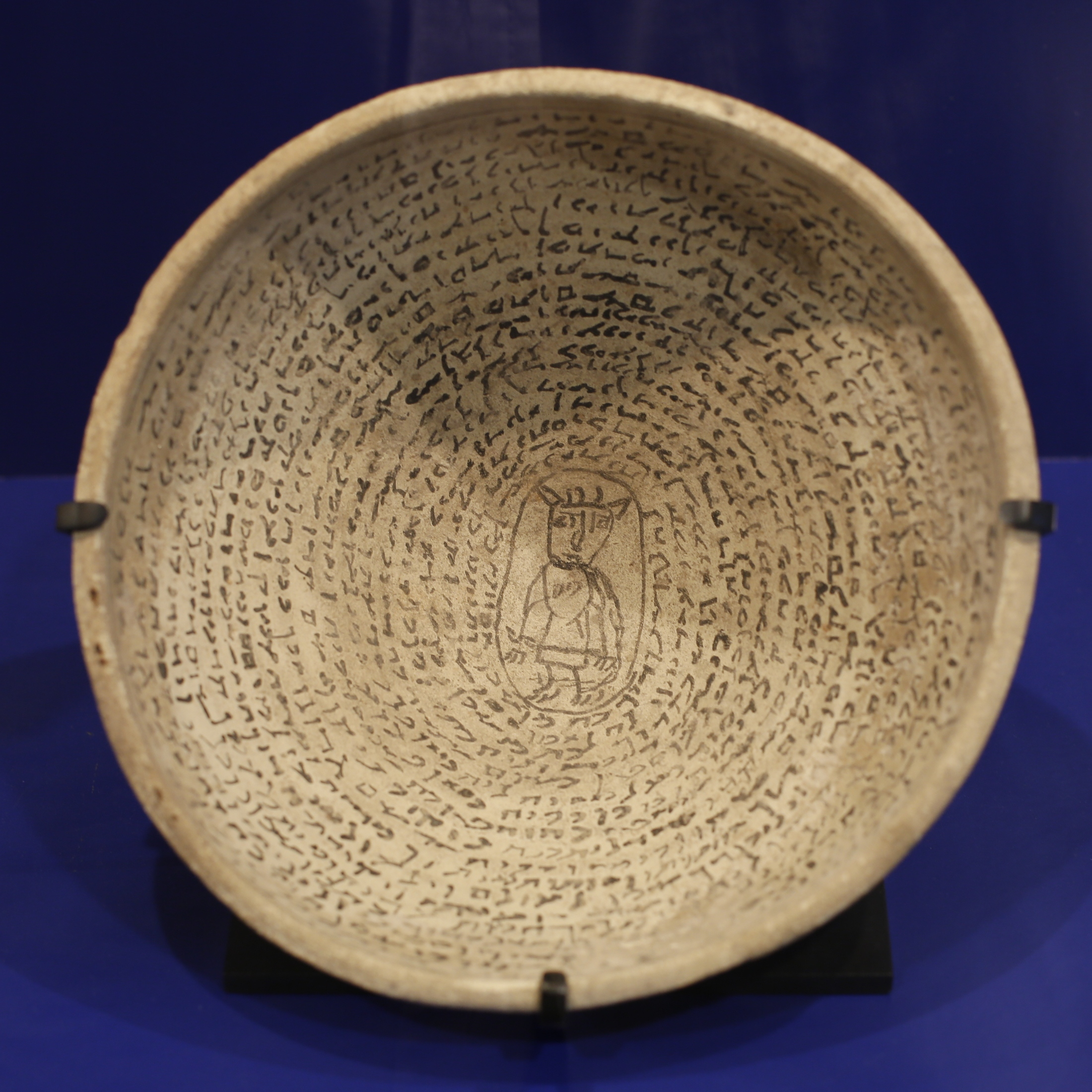
Copa en judeo-arameo

Judeo-arameo es un nombre colectivo utilizado para describir varias lenguas hebreas influidas por el arameo y el neoarameo. El arameo, como el hebreo, es una lengua semítica occidental y las dos tienen mucho parecido. Desde el siglo VII a. C. el arameo era la lingua franca de Oriente Medio. Llegó a ser la lengua de la diplomacia y del comercio, pero no fue usada por el pueblo hebreo en sus comienzos. Como describe el Segundo Libro de los Reyes 18:26, Ezequías, rey de Judá, pidió negociar con los embajadores asirios en arameo mejor que en hebreo, por lo que el pueblo no se podía enterar. Durante el siglo VI a. C. el cautiverio de Babilonia llevó la lengua de trabajo de Mesopotamia mucho más a la vida diaria de los judíos ordinarios.
Alrededor del año 500 a. C. Darío I de Persia proclamó[cita requerida] que el arameo sería la lengua oficial de la mitad occidental de su imperio, y el dialecto arameo oriental se convirtió en la norma estándar oficial. Evidencias documentales enseñan el cambio gradual del hebreo al arameo:
1. El hebreo era usado al principio como primera lengua en la sociedad, la otra, similar a las lenguas cananeas, era conocida y entendida.
2. El arameo es utilizado como lengua internacional en la diplomacia y en el comercio.
3. El arameo es utilizado para la comunicación entre súbditos y en la administración del imperio.
4. El arameo llegó a ser gradualmente la lengua de la vida exterior (en el mercado, por ejemplo).
5. El arameo reemplazó gradualmente al hebreo en el hogar, y este último se usa sólo en la actividad religiosa.

## Dialectos modernos
Antes de la migración de las comunidades judías locales hacia Israel (véase también: éxodo judío de países musulmanes) existía un número de dialectos.
- Dialecto Neoarameo Judío de Zakho (Lishana Deni) – hablado originalmente en Kurdistán y el sureste de Turquía.
- Dialecto Neoarameo Judío de Urmía (Lishan Didan) – hablado originalmente en el Azerbaiyán iraní  y el sureste de Turquía.
- Lishanid Noshan – hablado en Erbil y un grupo de pueblos cercanos.
- Hulaulá –  hablado originalmente en el Kurdistán iraní.
- Dialecto Neoarameo Judío de Barzan (Lishanid Janan) – Hablado originalmente en tres pueblos cerca de Aqrah, Irak.
- Dialecto Neoarameo Judío de Betanure (Lishan Hudaye) – Hablado en el pueblo de Betanure, Irak.